# Kasemattentheater
Das Kasemattentheater (französisch Théâtre des casemates) ist ein im Jahr 1964 gegründetes Theaterensemble in der Stadt Luxemburg. 

## Geschichte

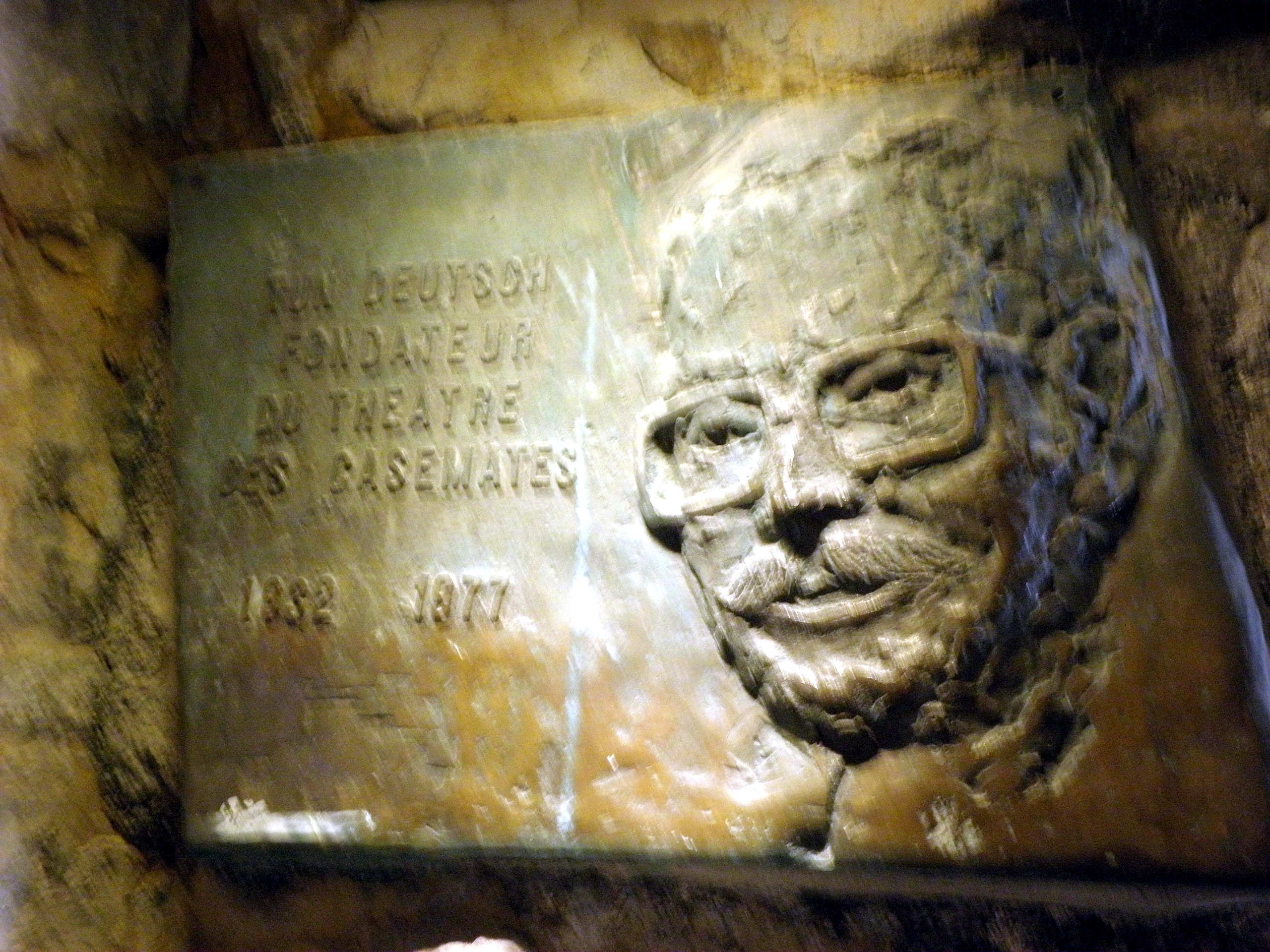
Gedenktafel für Tun Deutsch

Der Schauspieler Tun Deutsch (1932–1977) hatte am 11. Dezember 1964 das Großherzogliche Zentrum für Schauspielkunst gegründet. Er wollte mit einem avantgardistischen Theater und einer außergewöhnlichen Spielstätte ein neues, vor allem junges Publikum erreichen und den Beruf des Schauspielers bekannter machen. Erste öffentliche Aufführungen in Räumen der Kasematten im Bockfelsen erfolgten im Sommer 1965 mit den Dramen La leçon und La jeune fille à marier (Die Unterrichtsstunde und Das Mädchen zum Heiraten) des französisch-rumänischen Autors Eugène Ionesco. Damit wurde ein regelmäßiges Theatersommerfestival gegründet und das Theater heißt seither offiziell Kasemattentheater. 
Von 1991 bis 1997 diente eine Bühne im Stadtteil Limpertsberg als provisorische Aufführungsstätte. Im März 1998 überließ die Stadt Luxemburg dem Ensemble eine ehemalige Lagerhalle als feste Theaterstätte. Der Saal erhielt den Namen des Theatergründers Tun Deutsch, der 1977 mit nur 45 Jahren gestorben war. Die Einweihung erfolgte mit der Aufführung Kinder, Küche, Kirche von Dario Fo.
Das Kasemattentheater ist Mitglied des luxemburgischen Theater-Verbandes, in dem insgesamt 17 Berufstheater zusammengeschlossen sind.
In einem Hauptgang der Kasematten befindet sich ein Bronzerelief mit dem Konterfei von Tun Deutsch, die an den Ort der Gründung erinnert.

## Aufführungen
- 1965: La leçon und La jeune fille à marier
- Zwischen 1966 und den 1990er Jahren: Theaterstücke von Samuel Beckett, Bertolt Brecht, Sławomir Mrożek, Jean-Paul Sartre, Ionesco, René de Obaldia, Albert Camus, Hilary Saint George Saunders, Walser, Kafka, Friedrich Schiller, Ibsen, Fassbinder, Anton Tschechow, Georg Kreisler, Harold Pinter und vielen anderen im Spielplan. Im Jahr 1972 veranstaltete das Ensemble einen ersten Literatur- und Kabarettabend mit Tucholsky-Gedichten, der in den nächsten Jahren erfolgreich fortgesetzt wurde.
- 2009/2010: Unter dem Motto Revolutionen, Umwälzungen und Umbrüche wurden unter anderem Dantons Tod von Georg Büchner, Kult von Falk Richter und die Koproduktion Adam und Eva mit dem Berliner Theater- und Künstlerkollektiv „Eigenreich“[1] aufgeführt.
- 2010/2011: Unter dem Motto Identität(en)  wurden beispielsweise Stücke der jungen Luxemburgerin Carole Lorang oder dem Deutschen Moritz Schönecker inszeniert.
- März 2014: Gift, eine Ehegeschichte. von Lot Vekemans; Regie Johan Leysen; mit Désirée Nosbusch und Germain Wagner[2]